# Pulwa
Pulwa (biał. Пульва) – rzeka w Polsce i na Białorusi, prawy dopływ Bugu w zlewisku Morza Bałtyckiego. Długość – 54 km (12 km w Polsce, 42 km na Białorusi), powierzchnia zlewni – 535 km² (78 km² w Polsce, 457 km² na Białorusi). Źródła na południe od wsi Nurzec w Polsce, płynie na wschód, przecina granicę, skręca na południe, przepływa przez miasteczko Wysokie Litewskie i uchodzi do Bugu w pobliżu wsi Ogrodniki, w rejonie kamienieckim. Skanalizowana na odcinku 18 km od wsi Chmiali do granicy z Polską.